# Anaal Nathrakh
Anaal Nathrakh es un dúo británico de metal extremo proveniente de Birmingham, formado a inicios de 1999, su estilo combina black metal, death metal y grindcore con metal industrial, alternando entre los shieks y growls más extremos a los falsetes más operísticos. Ellos actualmente mantienen un contrato con la discográfica Metal Blade Records.
El nombre de la banda proviene de un hechizo del mago Merlín, el cual fue tomado de la película de John Boorman, Excalibur (1981). Según Michael Everson, en su página web menciona que, Anaal Nathrakh significa "Aliento de Serpiente".
Anaal Nathrakh es descrita comúnmente como una banda de black metal, pero a diferencia de la gran mayoría de las bandas de este género (si no es que todas), ellos siempre visten con ropa casual, y se oponen al corpse paint (rostros pintados) y a la vestimenta típica de esta subcultura (carrilleras, muñequeras y espinilleras con picos, cabello largo, ropa de cuero negro, adornos de cruces invertidas, etc).
La banda no hace públicas las letras de sus canciones debido a que, según lo que han dicho en entrevistas, sus canciones abordan temas como el apocalipsis, la misantropía y la naturaleza de la muerte, además de también abordar diversos temas bélicos, filosóficos y con una fuerte carga de crítica social y política. 
Anaal Nathrakh, como muchas bandas de Black Metal, se inspira para escribir sus temas en el filósofo Friedrich Nietzsche y es muy notable su influencia en canciones como "Human, All Too Fucking Human" y "Revaluation of All Values".
Toda la música de Anaal Nathrakh es escrita, grabada y producida por Mick Kenney.

## Biografía

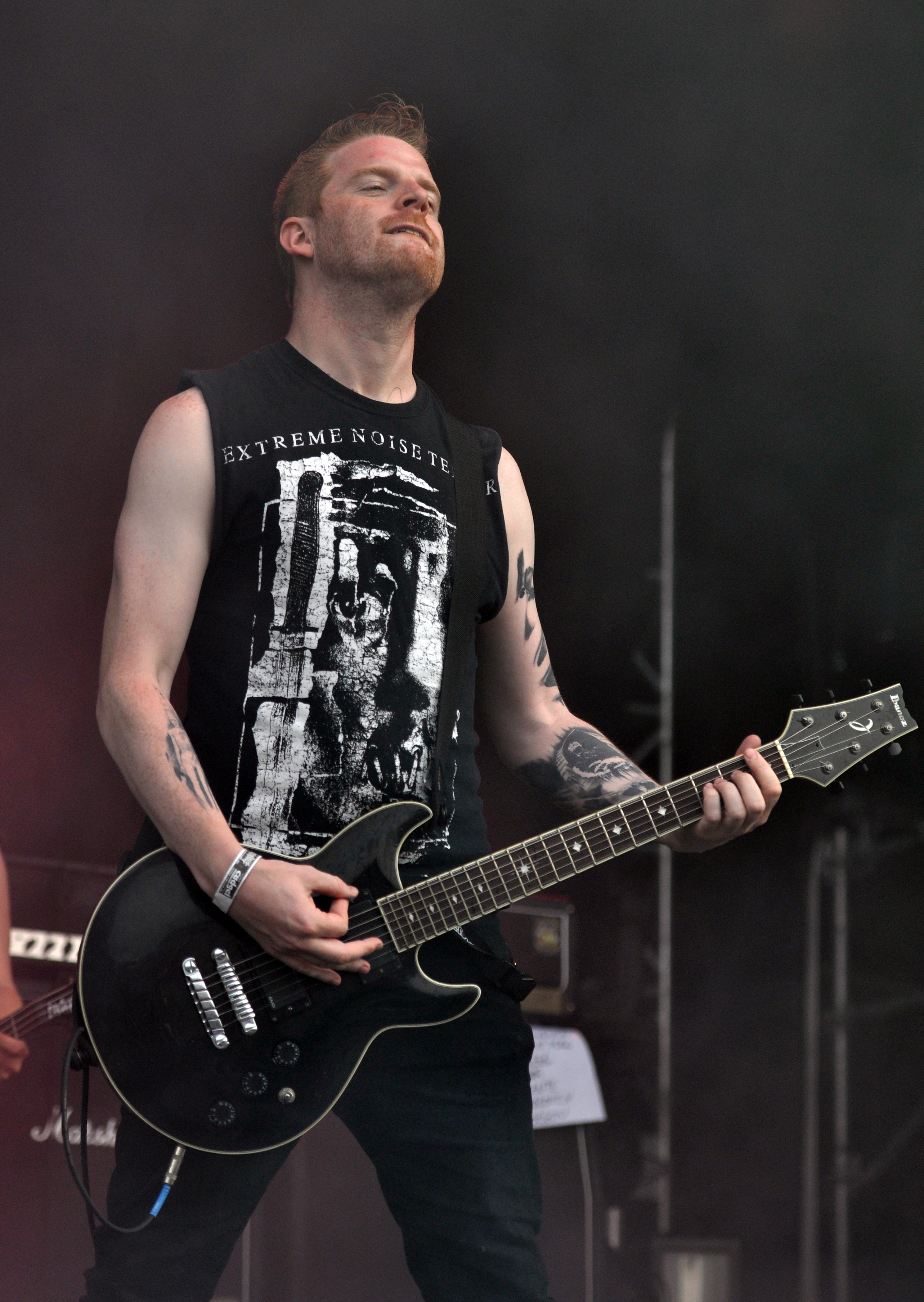
Mick Kenney, 2013

Anaal Nathrakh inició su carrera en el año 1998 como una banda de Raw Black metal y en el año 1999 lanzaron dos demos, titulados respectivamente, Anaal Nathrakh y Total Fucking Necro. Después de eso, la banda firmó un contrato con la discográfica independiente Mordgrimm, y lanzaron su álbum debut. The Codex Necro en el año 2001.
En el 2002, Anaal Natrakh lanzó un álbum compilatorio el cual abarcaba su dos demos en un solo disco de 10 canciones, titulado Total Fucking Necro, lanzado a través de otro sello inglés de perfil underground, Rage Of Achilles. El año 2003 lanzaron un Ep nuevamente con Mordgrimm, titulado When Fire Rains Down from the Sky, Mankind Will Reap As It Has Sown.
En el año 2004, Anaal Nathrakh lanzó el álbum, Domine Non Es Dignus con la discográfica francesa Season Of Mist. 
Este álbum marcó una gran diferencia en su carrera sobre la base de sus otros álbumes, debido a que en ese material la banda incorporó a su sonido un estilo más orientado al Brutal Death Metal, algo que no fue muy bien aceptado por los fanáticos puristas, pero también le atrajo más popularidad a la banda.
Dos años después, en el 2006, lanzó su tercer álbum titulado Eschaton (el cual es una especie de profecía referente al fin del mundo). Este álbum marcó un cambio total en su estilo musical dejando atrás el Raw Black Metal, para consolidarse como una banda de Black/Death Metal, con toques industriales, poniendo, a su vez, un poco de énfasis en un estilo Grindcore, además de incorporar voces limpias típicas de Black Sinfónico. El álbum cuenta con la participación de Shane Embury de Napalm Death (bajo el nombre de "Embryonomous") y Attila Csihar de Mayhem entre otros.
El álbum Hell Is Empty And All The Devils Are Here fue lanzado a través de la discográfica FETO Records, en octubre de 2007.
El 19 de octubre de 2008, la banda anunció en su página de Myspace que Mick había finalizado su trabajo en las líricas del nuevo álbum de Anaal Nathrakh y ya estaban comenzado a grabar el álbum, en los estudios Necrodeath. Las voces fueron grabadas en febrero por Mr. V.I.T.R.I.O.L. y el álbum, titulado In the Constellation of the Black Widow. Pasó a ser incluido en una serie de listas internacionales de "lo mejor de 2009", que incluyen about.com, fue lanzado en junio de 2009.
El 23 de mayo de 2011, se espera el lanzamiento de su sexto álbum de larga duración que se llamará "Passion"

## Actuaciones en directo
Anaal Nathrakh tuvo su primera presentación en vivo en el London's Underworld el 15 de diciembre de 2005, seguida de otra presentación en el Birmingham Edwards n.º 8 el 16 de diciembre, apoyados por Narcosis y Ramesses.
Ellos aparecieron en el Inferno Metal Festival, el No Mercy Festival del 2007 y su tercer show en el Reino Unido en su lugar de origen, Birmingham.
Anaal Nathrakh también apareció en el Damnation Festival 2007, junto a Kreator, Aborted, 1349, Kataklysm y Amen, el cual se llevó a cabo en Leeds Metropolitan University
En el 2008 la banda hizo una pequeña aparición en el Maryland Deathfest, junto a Monstrosity, Nuclear Assault y otros artistas más y en el FETO Fest.
El 24 de julio de 2009 Anaal Nathrakh teloneó a Testament en Londres en el Shepherds Bush Empire.
El 8 de agosto de 2009 la banda participó en el Brutal Assault festival en el condado checo de Jaroměř.
El 14 de agosto de 2009 ellos aparecieron en su primer show en Alemánia en el Summer Breeze Open Air en Dinkelsbühl.
El 16 de septiembre de 2009 Anaal Nathrakh participó en un show exclusivo durante el Incubate festival en Tilburg, Holanda.
En el 2010, Anaal Nathrakh actuó junto a Marduk en el Funeral Nation Tour, tocando en 10 shows por el Reino Unido e Irlanda.
El 9 de septiembre de 2010 la banda tocó en el The Nightmare After Christmas en Wolverhampton, en el Reino Unido, junto a Napalm Death, The Rotted y Nekkrosis.

## Candlelight Records (2009)
El 26 de febrero de 2009, Anaal Nathrakh anunció que habían firmado contrato con la discográfica Candlelight Records para lanzar a través de ella su nueva producción, In The Constellation Of The Black Widow y declaró: "Candlelight mostró un fuerte interés en Anaal Nathrakh, quienes vieron todo nuestro trabajo y el cómo ha ido evolucionando, y al parecer, la discográfica ha tenido la buena intención y el interés de apoyarnos. Con su ayuda, esperamos finalmente hacer que el mundo se parta en 2 con nuestro trabajo ya concluido. "Constellation promete ser rápido, insidioso, siniestro, con una buena destreza musical y más salvaje que los anteriores. El álbum cuenta con la participación de Zeitgeist Memento, vocalista de la banda mexicana de Black/Death metal Repvblika."
En octubre de 2012 sale un nuevo disco de estudio, Vanitas

## Miembros
Actuales
- Irrumator - bajo, guitarras, batería, sintetizadores, teclados, producción y composición.
- V.I.T.R.I.O.L. - voz y letras.

Miembros en directo
- Drunk - Bajo
- St. Evil (Steve Powell) - batería
- James Walford	 - Bajo (2011), Guitarra (2011 - )

Miembros pasados
- Leicia - bajo (1998 - 2000)
- Nicholas Barker - batería en directo (2004)
- Shane "Embryonomous" Embury - bajo en directo (2004-2005)
- Danny Herrera - batería en directo (2005)
- Ventnor (aka Blazing Bam) - guitarra
- Misery (Paul Kenney)- bajo

Invitados
- Attila Csihar (Mayhem) - voz en las canciones "Atavism" y "Regression to the Mean" de los álbumes When Fire... y Eschaton.
- Sethlans Teitan (Aborym) - guitarra en When Fire...
- Dirty Von Donovan - voz en una canción de Hell Is Empty...
- Joe Horvath (Circle of Dead Children) - voz en 'Genetic Noose' de Hell Is Empty...
- Zeitgeist Memento (Repvblika) - voz en "Oil Upon The Sores Of Lepers" del álbum In the Constellation...
- David Nassie (Bleeding Through) - Guitarra líder en In Coelo Quies, Tout Finis Ici Bas de Vanitas
- Elena Vladi (Demona Mortiss, Red Queen) - voz en You Can't Save Me So Stop Fucking Trying del álbum Vanitas
- Niklas Kvarforth (Shining) - voz en Rage and Red del álbum Desideratum
- Brandan Schieppati (Bleeding Through) - voz en Vi Coactus del álbum A New Kind of Horror

## Discografía
Álbumes de estudio
- The Codex Necro (2001)
- Domine Non Es Dignus (2004)
- Eschaton (2006)
- Hell Is Empty And All The Devils Are Here (2007)
- In the Constellation of the Black Widow (2009)
- Passion (2011)
- Vanitas (2012)
- Desideratum (2014)
- The Whole of the Law (2016)
- A New Kind of Horror (2018)
- Endarkenment (2020)

EP
- When Fire Rains Down from the Sky, Mankind Will Reap as It Has Sown (2003)

Recopilaciones
- Total Fucking Necro (2002)

Demos
- Anaal Nathrakh (1999)
- Total Fucking Necro (1999)

Sencillos
- More of Fire than Blood (2009)
- Man at C&A (2011)
- Of Fire, and Fucking Pigs (2012)